# Vicia hololasia
Vicia hololasia là một loài thực vật có hoa trong họ Đậu. Loài này được Woronow miêu tả khoa học đầu tiên.